# Salles-et-Pratviel
Salles-et-Pratviel ist eine französische Gemeinde mit 127 Einwohnern (Stand 1. Januar 2022) im Département Haute-Garonne in der Region Okzitanien (zuvor Midi-Pyrénées). Sie gehört zum Kanton Bagnères-de-Luchon und zum Arrondissement Saint-Gaudens.
Nachbargemeinden sind Cier-de-Luchon im Norden, Gouaux-de-Luchon im Nordosten, Artigue im Osten, Sode im Südosten, Juzet-de-Luchon im Süden, Moustajon (Berührungspunkt) im Südwesten und Antignac im Westen.

## Bevölkerungsentwicklung
| Jahr                      | 1962 | 1968 | 1975 | 1982 | 1990 | 1999 | 2008 | 2015 | 2019 |
| ------------------------- | ---- | ---- | ---- | ---- | ---- | ---- | ---- | ---- | ---- |
| Einwohner                 | 82   | 88   | 98   | 90   | 129  | 119  | 132  | 133  | 129  |
| Quelle: Cassini und INSEE |      |      |      |      |      |      |      |      |      |

## Sehenswürdigkeiten
- Kirche St-Lycère, erbaut im 15. Jahrhundert

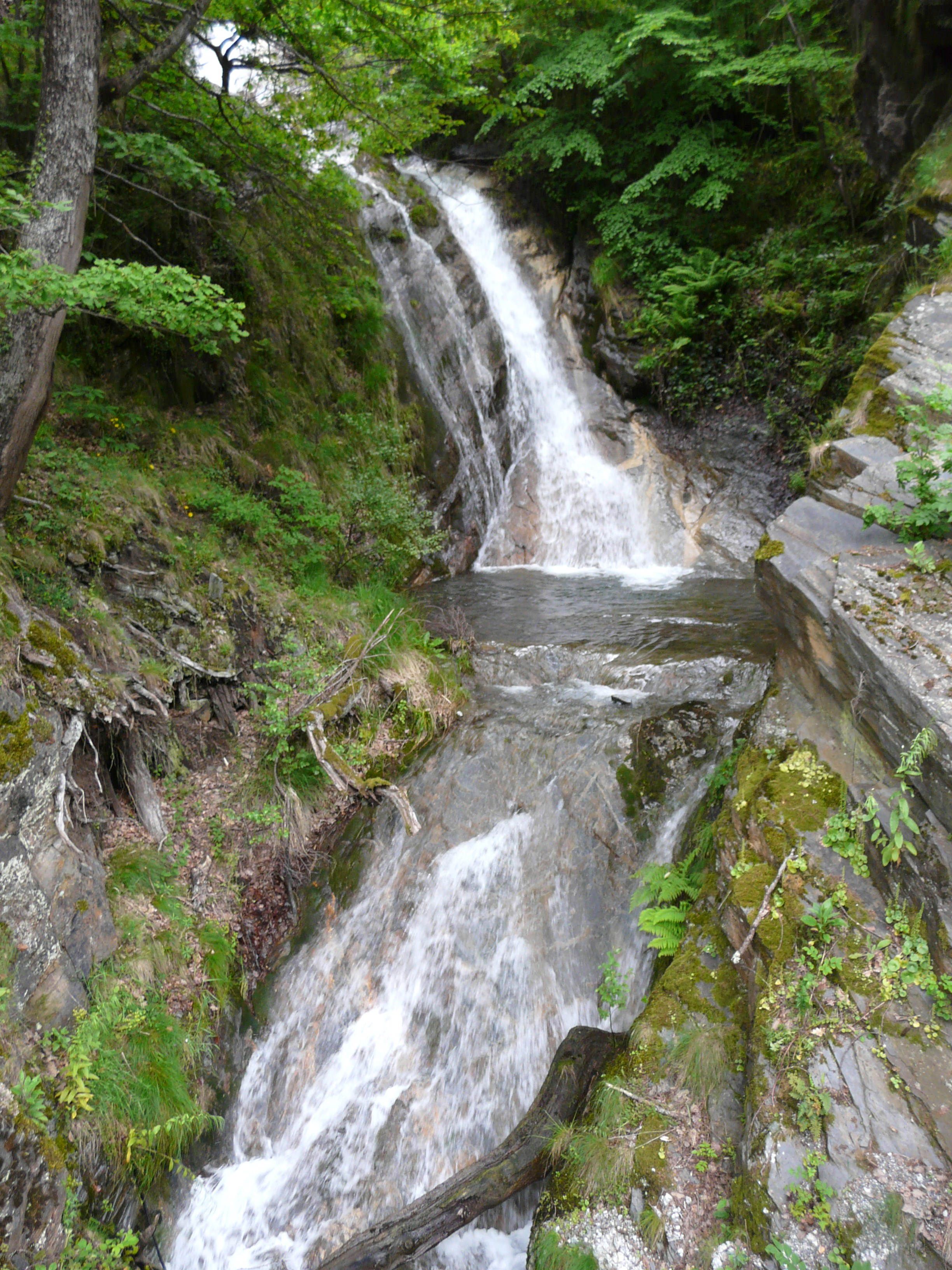
Bergbach bei Salles-et-Pratviel
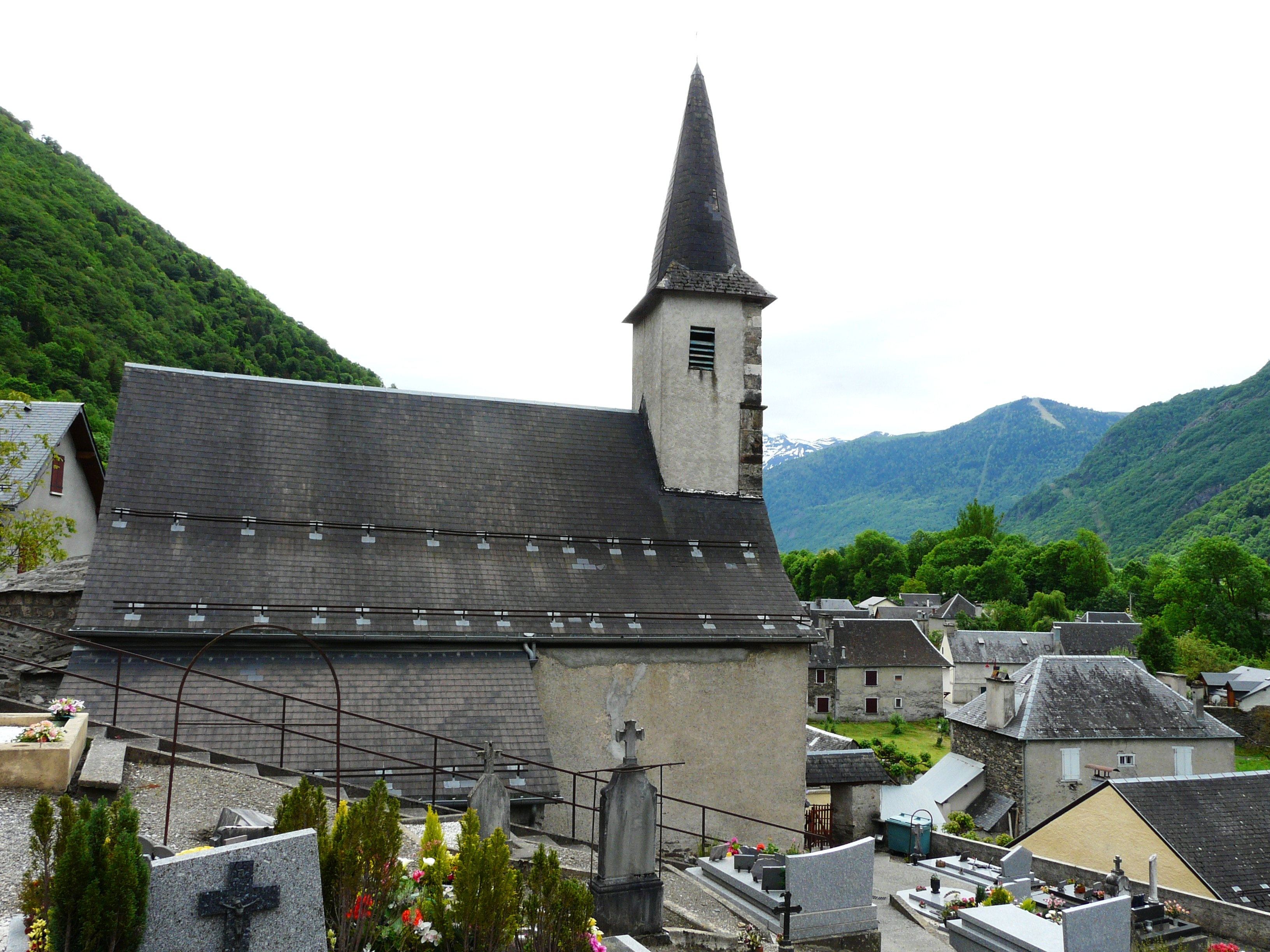
Kirche Saint-Lycère